# Вурал, Али Шашал
Али Шашал Вурал (тур. Ali Şaşal Vural; род. 10 июля 1990, Конак, Измир) — турецкий футболист, вратарь клуба «Сивасспор».

## Клубная карьера
Вурал — воспитанник клуба «Алтай». 8 мая 2010 года в матче против «Коньяспора» он дебютировал в Первой лиге Турции. В 2011 году клуб вылетел во Вторую лигу Турции, но игрок остался в команде. В 2014 году Вурал перешёл в «Эскишехирспор». 7 марта в матче против 2015 года в матче против «Бурсаспора» он дебютировал в турецкой Суперлиге.
В 2016 году Вурал подписал контракт с клубом «Сивасспор». 26 ноября в матче против «Эскишехирспора» он дебютировал за новую команду. По итогам сезона Али помог команде выйти в элиту. В 2022 году Вурал помог клубу завоевать Кубок Турции.

## Достижения
Клубные
 «Сивасспор»
- Обладатель Кубка Турции — 2021/2022